# Reuilly, Eure
Reuilly är en kommun i departementet Eure i regionen Normandie i norra Frankrike. Kommunen ligger i kantonen Évreux-Nord som tillhör arrondissementet Évreux. År 2022 hade Reuilly 518 invånare.

## Befolkningsutveckling
Antalet invånare i kommunen Reuilly
Referens:INSEE